# El cuento del antepasado
El cuento del antepasado: un viaje a los albores de la evolución (en inglés The Ancestor's Tale: A Pilgrimage to the Dawn of Evolution) es un libro del biólogo evolutivo y divulgador científico británico Richard Dawkins con la colaboración de Yan Wong. Fue publicado en 2004, y traducido y editado en español en 2008.

## Sinopsis
La narrativa está estructurada en forma de peregrinación, desde el presente hasta el pasado, con todos los animales modernos siguiendo su propia senda a través de la historia, convergiendo en el origen de la vida misma. Los humanos se encuentran con sus primos evolutivos, en los diferentes puntos a lo largo del trayecto donde las familias alguna vez se separaron. En cada punto Dawkins intenta inferir, a partir de la evidencia fósil, la forma más probable del ancestro común más reciente y describe los animales modernos que cumplieron el mismo itinerario evolutivo. La estructura del libro estuvo inspirada por Los cuentos de Canterbury de Geoffrey Chaucer.

## Traducciones
- Checo: Příběh předka
- Holandés : Het verhaal van onze voorouders
- Frences: Il était une fois nos ancêtres
- Alemán: Geschichten vom Ursprung des Lebens
- Húngaro: Az Ős meséje – Zarándoklat az élet hajnalához
- Italiano: Il racconto dell'antenato
- Coreano: 조상 이야기
- Portugués: A grande história da evolução
- Español: Historia de nuestros ancestros
- Turco: Ataların hikâyesi
- Serbio: Priče naših predaka
- Russo: Рассказ предка